# Samuel J. Crawford
Samuel Johnson Crawford (Contea di Lawrence, 10 aprile 1835 – Topeka, 21 ottobre 1913) è stato un politico statunitense, membro del Partito Repubblicano ed ex-governatore del Kansas.